# Andrea Jung
Andrea Jung (Toronto, Canadá, 1958) é uma filóloga e executiva canadense. Desde 2001 é presidente da companhia Avon Products, Inc.. É uma das executivas mais influentes no mundo dos negócios. A Avon Products é liderada por Jung.
Seus pais são chineses que emigraram para o Canadá e, em seguida, para os Estados Unidos, para dar uma melhor educação para sua filha, na Princeton University.
Jung tem servido no conselho de administração da General Electric, desde 1998. Ingressou no conselho de administração da Apple Inc. em 7 de janeiro de 2008.